# Davi II da Etiópia
Davi II da Etiópia (Dabra Damo, Tigré, c. 1496 — 2 de setembro de 1540), nome grafado no alfabeto gueês: ዳዊት dāwīt, entronizado como imperador Ambaçá Segade (gueês: አንበሳ ሰገድ, anbassā sagad, em amárico: "ānbessā seged", "perante quem os leões se curvam"), mais conhecido na historiografia lusófona pelo seu nome de nascimento de Lebna Dengel (gueês ልብነ ድንግል libna dingil), foi nəgusä nägäst da Etiópia entre 1508 e 1540, membro da dinastia salomónica. Foi filho do imperador Naode e da rainha Woizero Atitegeb Wondbewossen. Foi com este imperador que os portugueses pela primeira vez estabeleceram contacto na busca do Preste João durante a fase inicial da expansão para o oceano Índico.

## Biografia
Lebna Dengel herdou o trono da Etiópia ainda criança, pelo que a sua avó, a rainha Eleni da Etiópia, apesar de já ter mais de 70 anos de idade, assumiu a regência do império, governando em nome do seu neto até 1516, ano em que ele assumiu por completo o poder. Filha de um príncipe muçulmano, Eleni estava ciente que os vizinhos estados islâmicos estavam a beneficiar da assistência de outros potentados muçulmanos, com destaque para o nascente Império Otomano, ao mesmo tempo que sabia da crescente presença portuguesa no Oceano Índico. Numa tentativa de neutralizar a vantagem dos vizinhos muçulmanos, aparentemente a conselho de Pêro da Covilhã, que entretanto atingira a corte etíope, resolveu tentar um contacto com os cristãos portugueses, enviando como embaixador a Portugal e a Roma um clérigo de nome Mataus, o Arménio, que ficou conhecido na historiografia portuguesa por Mateus da Etiópia, com um pedido de ajuda no combate contra o crescente poder islâmico na região.
A longa viagem, via Goa, até à corte de D. Manuel I de Portugal e de volta demorou quase uma década, tendo o pedido apenas sido respondido com a chegada à Etiópia de uma embaixada portuguesa liderada por D. Rodrigo de Lima, que chegou a Maçuá a 9 de Abril de 1520. Viajando através do planalto etíope, a embaixada apenas atingiu o acampamento de Davi a 19 de Outubro daquele ano. Francisco Álvares, que integrava a embaixada, descreveu o imperador como devem, de 23 anos, de tez comparativamente clara e compleição média. A obra de Francisco Alvares dá uma detalhada descrição da Etiópia daquele tempo, em especial dos hábitos religiosos e do clero.
Entretanto, em Julho de 1517, Davi tinha emboscado a matado o emir Mafuz do Sultanato de Adal, quase ao mesmo tempo que uma armada portuguesa comandada por Lopo Soares de Albergaria atacava Zeilá, um importante porto e baluarte muçulmano, saqueando e queimando o povoado e fortaleza. Em 1523, Davi levou a cabo uma campanha vitoriosa contra o povo Gurage nas proximidades do lago Zuai. Face às suas vitórias, os seus conselheiros concluíram que a ameaça islâmica estava afastada, razão pela qual quando a embaixada portuguesa finalmente chegou em 1520, Davi negou que Mateus tivesse autoridade para negociar tratados, ignorando os conselhos da rainha Elena. Depois de uma permanência de seis anos, em 1526 os portugueses abandonaram a Etiópia, deixando para trás uma classe governante que se sentia segura e firmemente no controlo do poder, mas, como nota Paul B. Henze, "estavam enganados", pois a guerra com o Sultanato de Adal aproximava-se e o poderio muçulmano, com o apoio otomano, reforçava-se.
Com o falecimento do sultão Abubacar em 1520, um jovem imã de nome Amade Ibraim Algazi consolidou o seu poder sobre o Sultanato de Adal, colocando no trono o seu candidato, o sultão Omardim. Consolidado o novo poder, Abubacar resolveu iniciar uma campanha militar com o objectivo de subjugar o Império Etíope e destruir o poderio cristão na região do Corno de África. Com esse objectivo, em 1528, as forças do sultanato, comandadas pelo imã Ahmad Gragn, atravessaram o rio Awash e entraram em Fatagar, saqueando e queimando cidade de Badeqe antes que Davi conseguisse lá chegar com o seu exército. Terminado o saque, as forças do imã iniciaram uma rápida retirada, atravessando o rio Samara, um tributário do Auaxe. Este procedimento era típico, já que as forças do imã estavam habituadas a fazer ataques rápidos ao território etíope, atacando de surpresa e retirando de imediato para o seu território, não tendo experiência em guerras sustentadas. Quando o imã Ahmad Gragn pretendeu regressar e ocupar permanentemente território etíope sofreu numerosas deserções e foi obrigado a adiar esse objectivo. As forças do imperador Davi perseguiram e atacaram as tropas do  imã Ahmad Gragn, travando a 7 ou 9 de Março de 1529 a batalha de Shimbra Kure, na qual não conseguiram destruir as tropas do imã. Esta batalha, apesar de não ser uma clara vitóriapara as forças muçulmanas, provou que as tropas etíopes não eram inconvencíveis, marcando uma viragem na relação entre ambos os poderes.
O imã Ahmad Gragn passou os dois anos seguintes nas margens do rio Awash, fortalecendo as suas forças, e voltou a atacar a Etiópia em 1531, tendo então desbaratado o exército etíope comandado pelo general Eslamu, disparando o primeiro canhão usado no Corno de África, oferta dos otomanos.  Davi foi forçado a procurar refúgio no planalto etíope, e a fortificar-se por detrás dos desfiladeiros de Bete Amara ("a Casa de Amhara"), deixando os territórios para leste e sul sob a protecção do seu general Wasan Sagad. Contudo, Wasan Sagad foi batido e morto próximo do Monte Busat quando combatia as forças de Urai Otomão a 29 de Julho de 1531 (5 Nahase de 1524 no calendário etíope) e o seu exército desfeito. O imã conseguiu surpreender o imperador na batalha de Amba Sel, travada a 27 de Outubro daquele ano, quase conseguindo a sua captura, um resultado que deixou Lebna Dengel na posição de nunca mais conseguir oferecer uma resistência sustentada contra os seus inimigos ". Quebrada a resistência etíope, o imã e os seus seguidores entraram em Bete Amara, pilhando todas as igrejas que encontraram, incluindo Mekane Selassie, Atronsa-Mariam, Debra Naguadeguade e {ilc|Ganata Giorgis||Ganata Giyorgis}}. O imperador Davi foi obrigado a refugiar-se para além do Nilo Azul, na relativa segurança da região de Gojam. Apenas o fracasso na captura do palácio real em Amba Geshen atrasou o avanço islâmico.
Nas campanhas que se seguiram, os seguidores de Ahmad destruíram igrejas e mosteiros e converteram à força da espada as populações cristãs que caíram sob o seu controlo. Em Abril de 1533, Ahmad voltou a congregar as suas tropas em Debre Berhan para conquistar — ou pelo menos destruir — o norte do Tigré, Begender e Gojam, campanha que levou a cabo com sucesso. Tanto a Etiópia como Davi sofreram pesadamente com estes ataques. O mosteiro de Debre Libanos foi queimado e as igrejas e povoados nas ilhas do Lago Tana foram saqueados.
A 7 de Abril de 1537, Fiqtor, o filho mais velho de Davi, foi morto no recontro de Zara, em Wag, por um dos validos de Ahmad; outro dos seu filhos, Menas, foi capturado a 19 de Maio de 1539, e enviado em cativeiro para o Iémen. Amba Geshen rendeu-se num assalto levado a cabo em Janeiro de 1540, tendo os prisioneiros reais ali internados sido mortos em conjunto com os seu guardas e o tesouro real saqueado.
Durante os anos em que viveu como um fora-da-lei na sua própria terra, Davi compreendeu a sabedoria da rainha Eleni quando o aconselhara a solicitar a ajuda europeia, razão pela qual ele resolveu enviar João Bermudes, um clérigo galego ao serviço dos portugueses que permanecera retido na Etiópia onde chegara com a embaixada de D. Rodrigo de Lima, para solicitar assistência aos cristãos europeus. Contudo, a ajuda portuguesa, uma força de 400 homens comandada por Cristóvão da Gama, apenas atingiu a Etiópia depois de Davi já ter sido morto em batalha nas proximidades de Debre Damo, a 2 de Setembro de 1540. O historiador etíope Taddesse Tamrat escreveu que "a ocupação muçulmana do planalto etíope cristão sob Ahmad Gragn durou pouco mais de de uma década, entre 1531 e 1543, mas a destruição que trouxe nesses anos pode apenas ser estimada em séculos".
Um dos filhos mais novos de Davi, Jacó, terá ficado escondido na província de Menz em Xoa. O neto de Jacó, Sisínio derrotou vários dos seus primos em 1604 e tornou-se imperador, iniciando a linha Gondar da dinastia salomónica.